# Bart Martens
Pour les articles homonymes, voir Martens.
Bart Martens, né le 27 août 1969 à Lier est un homme politique belge flamand, membre de Sp.a.
Il est ingénieur industriel chimie et licencié en assainissement environnemental (RUG).
Il fut coopérateur politique et coordinateur du Bond Beter Leefmilieu.

## Fonctions politiques
- Conseiller communal à Anvers depuis 2007
- député au Parlement flamand :
  - du 6 juillet 2004 au 25 mai 2014
- sénateur de communauté du 22 juillet 2004 au 13 juillet 2009